# Evann Guessand
Evann Guessand (* 1. Juli 2001 in Ajaccio) ist ein französisch-ivorischer Fußballspieler, der aktuell bei Aston Villa unter Vertrag steht.

## Karriere

### Verein
Guessand begann seine fußballerische Ausbildung bei ASPTT Marseille im Jahr 2008. Sechs Jahre später, 2014, wechselte er in die Jugendakademie des OGC Nizza. In der Saison 2018/19 kam er bereits zu sieben Einsätzen und einem Tor für die viertklassige Zweitmannschaft. In der Saison 2019/20 spielte er nach dessen Abstieg 17 Mal in der fünften französischen Liga, wobei er acht Tore erzielen konnte. Er stand aber auch schon für die Profimannschaft in der Ligue 1 im Kader und bekam bereits einen Kurzeinsatz im Pokal. Am ersten Spieltag der Saison 2020/21 debütierte er bei einem 2:1-Sieg gegen den RC Lens nach später Einwechslung im Profibereich. Nach zwei weiteren Einsätzen in der Ligue 1 wurde Guessand für die restliche Spielzeit 2020/21 an den Schweizer Erstligisten FC Lausanne-Sport verliehen. Direkt bei seinem Debüt am dritten Spieltag nach später Einwechslung bei einem 4:0-Sieg über den FC Zürich traf er überhaupt das erste Mal in einem Profispiel. Insgesamt konnte er sieben Tore schießen und fünf Treffer vorbereiten in 34 Einsätzen für die Schweizer. Nach seiner Rückkehr verlängerte Guessand seinen Vertrag bis Juni 2026. Bei einem 3:2-Heimsieg gegen Olympique Lyon konnte er zudem am elften Spieltag der anschließenden Saison den Siegtreffer in der Nachspielzeit erzielen und damit das erste Mal in der Ligue 1 treffen. Bei Nizza bestritt er 20 Ligaspiele, wobei er einmal traf und mit den Nicois in das Finale der Coupe de France kam, das man 1:2 gegen den FC Nantes verlor. Für die gesamte Saison 2022/23 wurde er schließlich an den FC Nantes verliehen. Diese waren auch in der Europa League qualifiziert, wo Guessand auch direkt am ersten Gruppenspieltag gegen Olympiakos Piräus sein internationales Debüt gab und auch schon treffen konnte. Zur Saison 2023/24 kehrte er nach Nizza zurück, wo er als Stammspieler in zwei Saisons lediglich ein Ligaspiel verpasste.
Im August 2025 wechselte Guessand zu Aston Villa in die englische Premier League.

### Nationalmannschaft
Guessand spielte bislang für diverse Juniorennationalmannschaften Frankreichs, nahm jedoch nie an einem großen Turnier teil.

## Erfolge
OGC Nizza
- Französischer Vizepokalsieger: 2022